# Epilobophora sabinata
Epilobophora sabinata är en fjärilsart som beskrevs av Jacob Hübner och Charles Andreas Geyer 1828-1831. Epilobophora sabinata ingår i släktet Epilobophora och familjen mätare. Inga underarter finns listade i Catalogue of Life.